# Alois Stoeckl

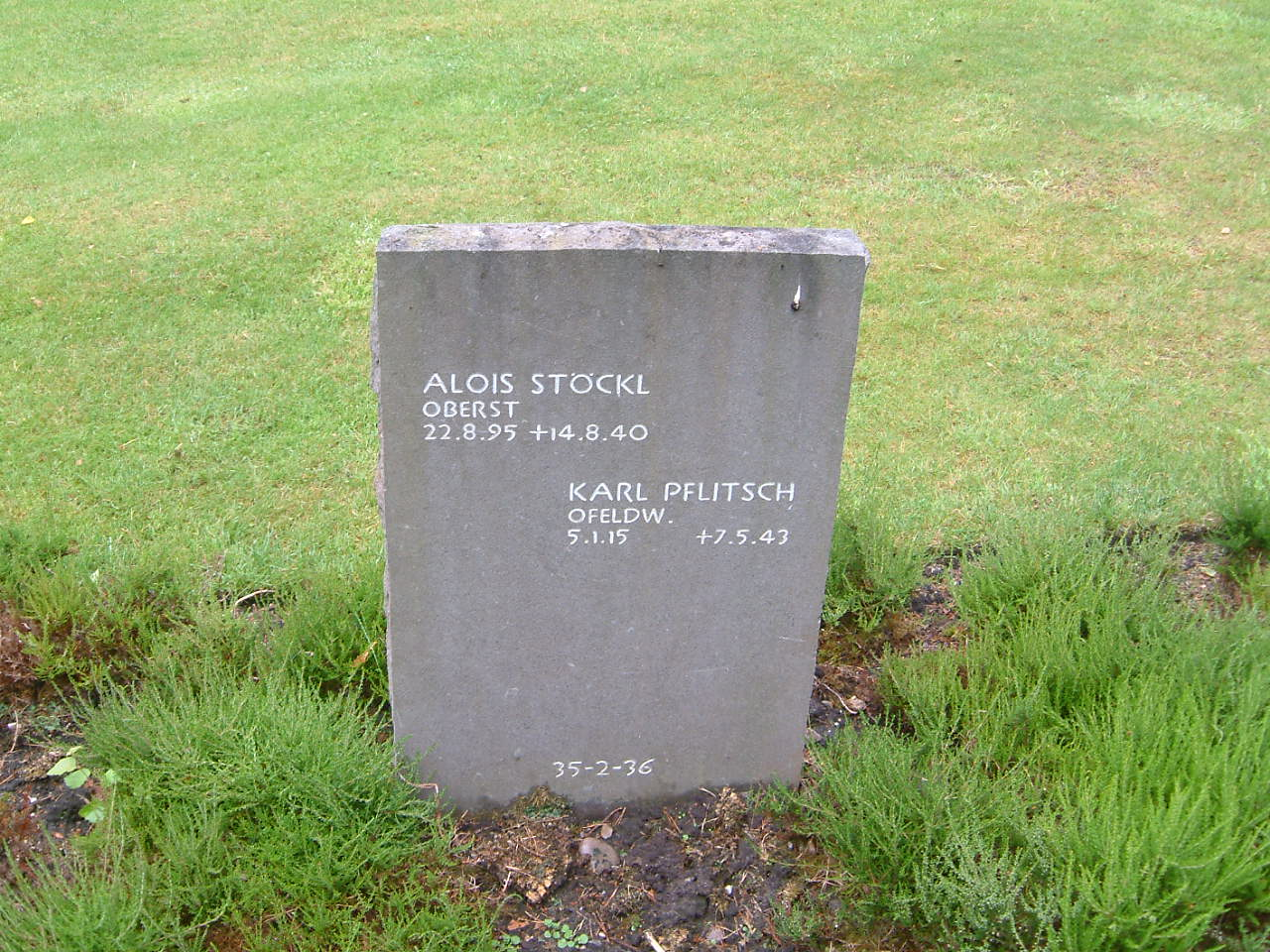
Tumba de Stöckl en el Cementerio Militar Alemán de Cannock Chase.

Alois Stoeckl (también referido como Alois Stöckl; 22 de agosto de 1895 - 14 de agosto de 1940) fue un piloto alemán durante la II Guerra Mundial que comandó la 55.ª Ala de Bombarderos de la  Luftwaffe. Fue condecorado con la Cruz de Caballero de la Cruz de Hierro de la Alemania Nazi.
Alois Stoeckl murió el 14 de agosto de 1940 después de que el Heinkel He 111 en el que viajaba como observador fuera atacado por Spitfires británicos del Escuadrón N.º 609 de la RAF. Fue derribado por el piloto británico John Dundas DFC. Stoeckl y dos de su tripulación fueron enterrados en el Cementerio Militar Alemán de Cannock Chase, Inglaterra.

## Condecoraciones
- Cruz de Caballero de la Cruz de Hierro el 4 de julio de 1940 como Oberst y comandante del Kampfgeschwader 55[2]